# Грин, Эл (футболист)
Эл Грин (англ. Al Greene; 5 мая 1978, Гибралтар) — гибралтарский футболист, выступавший на позиции нападающего.

## Биография

### Клубная карьера
Начинал свою футбольную карьеру ещё в середине 1990-х годов. Выступал на родине за клубы «Сент-Терезас» и «Глэсис Юнайтед» и дважды отправлялся играть в Испанию, в команду «Линенсе», за которую выступал в третьем и четвёртом испанских дивизионах. Вернувшись в «Глэсис Юнайтед» в 2005 году, выступал за клуб непрерывно на протяжении 10 лет. Затем провёл два сезона в клубе «Лайонс Гибралтар», а в сезоне 2018/19 выступал за «Сент-Джозефс». Завершил карьеру в 2019 году.

### Карьера в сборной
В составе сборной Гибралтара принимал участие в Островных играх 2009 и 2011 годов.
После вступления Гибралтара в УЕФА в 2013 году, попал в заявку сборной на первый официальный международный матч против сборной Словакии, в котором вышел на замену на 67-й минуте вместо Адама Пристли. Грин стал самым возрастным участником этого матча в возрасте 35 лет, 6 месяцев и 14 дней и по сей день остаётся самым возрастным дебютантом в истории сборной Гибралтара. В дальнейшем в сборную не вызывался.